# Конарсько
Кона́рсько (болг. Конарско) — село в Благоєвградській області Болгарії. Входить до складу громади Якоруда.

## Населення
За даними перепису населення 2011 року у селі проживали 968 осіб.
Національний склад населення села:
| Національність   | Кількість осіб | Відсоток |
| ---------------- | -------------- | -------- |
| турки            | 146            | 43,8%    |
| болгари          | 26             | 7,8%     |
| цигани           | 0              | 0%       |
| інша             | 32             | 9,6%     |
| не визначились   | 129            | 38,7%    |
| Всього відповіли | 333            |          |

Розподіл населення за віком у 2011 році:
Динаміка населення: